# Lemúrids
Els lemúrids (Lemuridae) són una família de primats, és a dir, familiars dels micos, del subordre dels estrepsirrins, que vol dir animals que tenen el nas humit. Es divideix en cinc gèneres, tots ells en perill d'extinció.
Els cinc gèneres de Lèmur són naturals de Madagascar i algunes illes de l'arxipèlag de Comores. L'hàbitat d'aquests primats són els boscos i zones de vegetació elevada. Totes les espècies d'aquesta família tenen les extremitats anteriors més curtes que les posteriors i una llarga cua. La seva alimentació es basa en fulles, fruits i petits invertebrats.

## Classificació taxonòmica
- Infraordre Lemuriformes
  - Superfamilia Lemuroidea
    - Família Lemuridae
      - Subfamília Hapalemurinae
        - Gènere Hapalemur (lèmurs del bambú)
          - Lèmur gris oriental, Hapalemur griseus
          - Lèmur gris meridional, Hapalemur meridionalis
          - Lèmur gris del llac Alaotra, Hapalemur alaotrensis
          - Lèmur daurat, Hapalemur aureus
          - Lèmur gris occidental, Hapalemur occidentalis

        - Gènere Prolemur
          - Lèmur de nas ample, Prolemur simus

      - Subfamília Lemurinae
        - Gènere Eulemur
          - Lèmur bru, Eulemur fulvus
          - Lèmur bru de Sanford, Eulemur sanfordi
          - Lèmur de front blanc, Eulemur albifrons
          - Lèmur bru de front vermell, Eulemur rufus
          - Lèmur de front vermell, Eulemur rufifrons
          - Lèmur bru de collar, Eulemur collaris
          - Lèmur de cap gris, Eulemur cinereiceps
          - Lèmur negre, Eulemur macaco
          - Lèmur negre ullblau, Eulemur flavifrons
          - Lèmur coronat, Eulemur coronatus
          - Lèmur de panxa vermella, Eulemur rubriventer
          - Lèmur mangosta, Eulemur mongoz

        - Gènere Lemur
          - Lèmur de cua anellada, Lemur catta

        - Gènere Pachylemur †
          - P. insignis
          - P. jullyi

        - Gènere Varecia
          - Lèmur de collar, Varecia variegata
          - Lèmur vermell de collar, Varecia rubra